# John Reid (Segler)
John Sidney Reid (* 27. November 1918 in Atlanta; † 17. Mai 1954 in Miami) war ein US-amerikanischer Segler.

## Erfolge
John Reid nahm an den Olympischen Spielen 1952 in Helsinki mit John Price in der Bootsklasse Star teil. Mit ihrem Boot Comanche belegten sie trotz vier Siegen in den insgesamt sieben Wettfahrten den zweiten Platz hinter Nicolò Rode und Agostino Straulino aus Italien, die viermal Zweiter und dreimal Erster wurden. Sie beendeten die Regatta mit 7216 Gesamtpunkten und erhielten damit die Silbermedaille.